# Ryodacyt

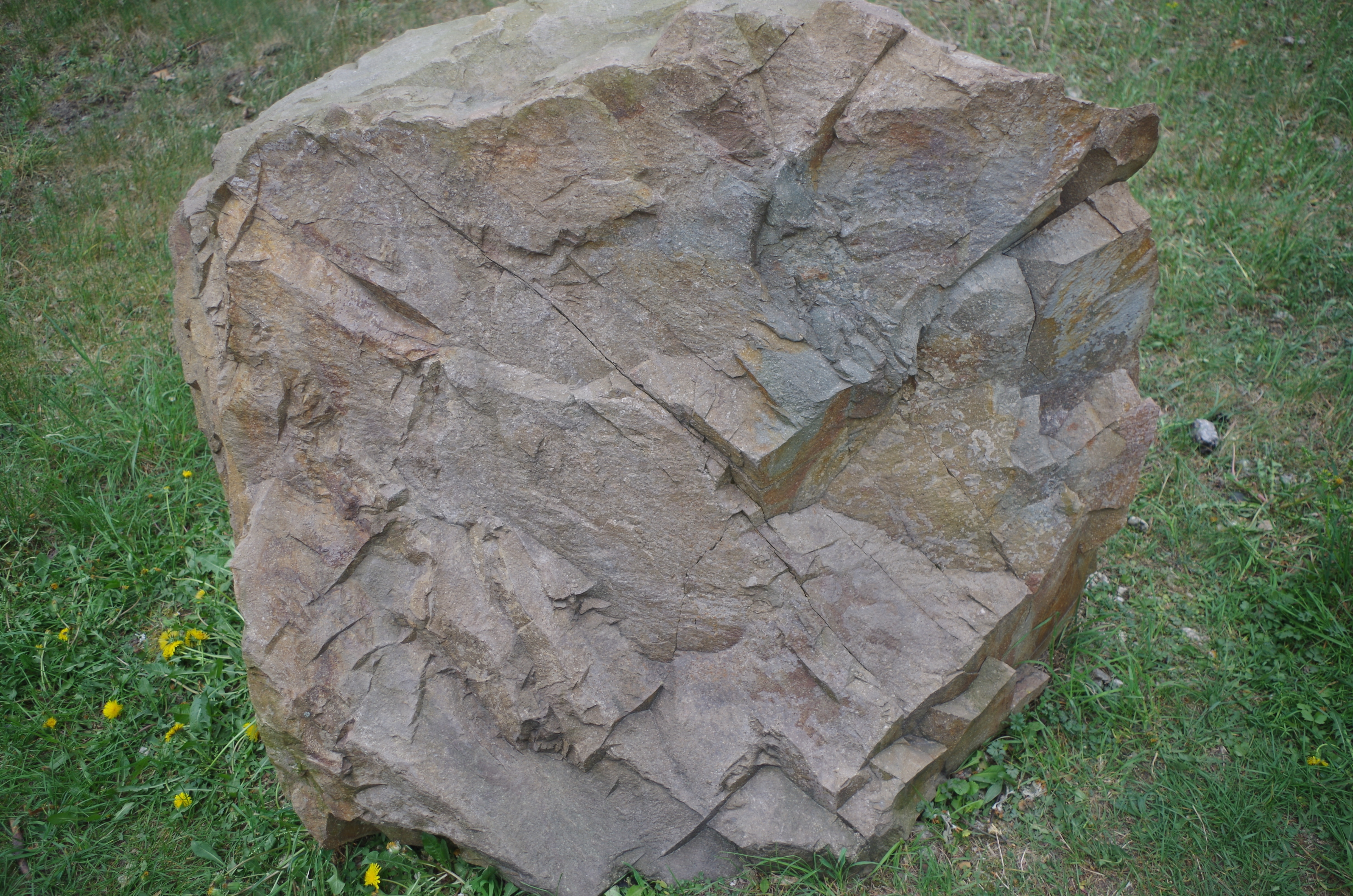
Ryodacyt z kamieniołomu w miejscowości Zalas

Ryodacyt – skała magmowa, obojętna, wylewna lub subwulkaniczna o składzie pośrednim między ryolitem a dacytem. Jego plutonicznym odpowiednikiem jest granodioryt. Na diagramie klasyfikacyjnym QAPF dacyt zajmuje pogranicze pól 3 i 4.
Nazwę ryodacyt wprowadził A.N. Winchell w 1913 r.
Ryodacyt jest jasno- lub ciemnoszary, o porfirowej strukturze. Składa się głównie ze skaleni alkalicznych, plagioklazów, kwarcu, podrzędnie biotytu., hornblendy, piroksenów, granatów. Prakryształy tworzą skalenie lub kwarc. W cieście skalnym występują: kwarc i sanidyn z domieszką biotytu, hornblendy, piroksenów i granatów.  Często obecne jest szkliwo. Charakterystyczny dla erupcji eksplozywnych; z tego powodu często występuje jako Materiał piroklastyczny.
Występuje m.in. w Karpatach Zachodnich, na Słowacji.